# Marian Kasprzyk

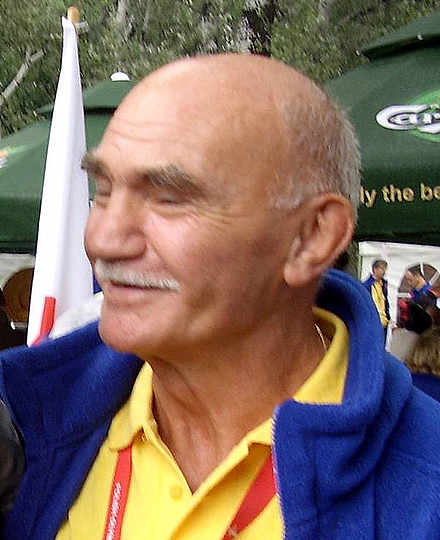
Marian Kasprzyk, 2007

Marian Krzysztof Kasprzyk (* 22. September 1939 in Kołomań bei Kielce, Polen) ist ein ehemaliger polnischer Boxer. Er war Olympiasieger 1964 in Tokio im Weltergewicht.

## Werdegang
Marian Kasprzyk begann als Jugendlicher 1955 beim Sportclub Sparta Ziębice mit dem Boxen. Im Laufe seiner Karriere startete er auch noch für Nysa Kłodzko, BBTS Bielsko-Biała, Górnik Wesola und Górnik Pszów. Er entwickelte sich sehr rasch und startete 1960 erstmals bei der polnischen Meisterschaft im Halbweltergewicht. Er traf dort schon im Viertelfinale auf Jerzy Kulej, den späteren Olympiasieger, gegen den er nach Punkten unterlag.
Im Vorbereitungslehrgang für die Olympischen Spiele 1960 in Rom überzeugte er jedoch den Nationaltrainer der polnischen Boxer Feliks Stamm so sehr, dass er an Stelle von Kulej in Rom im Halbweltergewicht eingesetzt wurde. In Rom siegte er über Carmelo Garcia aus Spanien durch K. o. in der 1. Runde und über György Pal aus Ungarn nach Punkten. Im Viertelfinale traf er auf den sowjetischen Olympiasieger von 1956, den Ausnahmekönner Wladimir Jengibarjan und brachte das Kunststück fertig, diesen nach Punkten zu schlagen. Er konnte im Halbfinale wegen einer Verletzung nicht mehr gegen William Quartey aus Ghana antreten und musste sich deshalb mit der Bronzemedaille begnügen.
Bei der polnischen Meisterschaft 1961 unterlag Marian Kasprzyk im Halbweltergewicht im Halbfinale erneut gegen Jerzy Kulej. Trotzdem wurde er auch in diesem Jahr bei der Europameisterschaft in Belgrad eingesetzt. Nach Punktsiegen über Rupert König aus Österreich und Gerhard Dieter aus der Bundesrepublik Deutschland unterlag er dort im Halbfinale gegen Aloizs Tumiņš aus der Sowjetunion nach Punkten und gewann wieder eine Bronzemedaille.
Marian Kasprzyk leistete sich danach einige Undiszipliniertheiten und wurde vom polnischen Boxverband für zwei Jahre gesperrt. Im Jahre 1964 war er aber bei der polnischen Meisterschaft wieder am Start. Er unterlag aber im Weltergewicht schon im Achtelfinale gegen Leszek Drogosz. Bis zu den Olympischen Spielen 1964 in Tokio brachte er sich aber in eine so gute Form, dass er bei diesen Spielen erneut den Vorzug vor seinen polnischen Konkurrenten erhielt. In Tokio boxte er im Weltergewicht und rechtfertigte das in ihn gesetzte Vertrauen vollkommen. Allerdings hatte er Glück, dass ihm in seinem ersten Kampf ein knapper 3:2-Punktsieg über Miguel Villugron aus Chile zugesprochen wurde. In den nächsten Kämpfen gewann er über Siriru Alipala aus Nigeria, Kichijiro Hamada aus Japan und Silvano Bertini aus Italien nach Punkten, wobei der Sieg über Bertini ebenfalls sehr knapp war. Im Finale traf Marian Kasprzyk auf den erfahrenen sowjetischen Starter Richardas Tamulis, den er mit 4:1 Richterstimmen besiegte und damit Olympiasieger wurde.
Marian Kasprzyk war nur 1,69 m groß, hatte einen Schnäuzer und war im Stil dem dreifachen ungarischen Olympiasieger László Papp sehr ähnlich. Er wurde deshalb von seinen polnischen Fans auch als der Polski Papp bezeichnet. Während seiner ganzen Karriere gelang es ihm nie, polnischer Meister zu werden. Nach den polnischen Meisterschaften 1964 startete er nämlich nur noch bei den polnischen Meisterschaften 1970. Er erreichte dabei im Weltergewicht auch das Finale, wurde dort im Kampf gegen den Nachwuchsmann Zbigniew Zakrzewski wegen unsauberer Kampfesweise disqualifiziert.
Vorher war er allerdings im Jahre 1968 noch einmal bei Olympischen Spielen am Start. In Mexiko-Stadt unterlag er aber schon in der Vorrunde gegen den US-Amerikaner Armando Munoz nach Punkten und schied frühzeitig aus.
Auf nationaler Ebene boxte Marian Kasprzyk noch bis zum Jahre 1976 weiter. Er war in dieser Zeit aber schon als Boxtrainer tätig. Bis zu seinem Ruhestand übte er dieses Amt in den Vereinen Gornik Knurów, Gornik Wesola, Gornik Pszow und BBTS Bielsko-Biała sehr erfolgreich aus. 1977 wirkte er zusammen mit Jerzy Kulej auch in dem Spielfilm "Bokser" mit.
Marian Kasprzyk bestritt insgesamt 270 Kämpfe, von denen er 232 gewann. 10 boxte er unentschieden und 28 Kämpfe verlor er.

## Internationale Erfolge
(OS = Olympische Spiele, EM = Europameisterschaft, Hw = Halbweltergewicht, We = Weltergewicht, damals bis 63,5 kg bzw. 67 kg Körpergewicht)
- 1960, Bronzemedaille, OS in Rom, Hw, hinter Bohumil Němeček, ČSSR und William Quartey, Ghana und gemeinsam mit Quincey Daniels, USA
- 1961, 3. Platz, EM in Belgrad, Hw, hinter Aloizs Tumiņš, UdSSR und Ljubisa Mehovic, Jugoslawien und gemeinsam mit Pierre Cosentino, Italien
- 1964, Goldmedaille, OS in Tokio, We, vor Richardas Tamulis, UdSSR und Silvano Bertini, Italien und Rertti Purhonen, Finnland

## Länderkämpfe
- 1964 in Stuttgart, BRD gegen Polen, We, unentschieden gegen Dieter Kottysch
- 1964 in Ravensburg, BRD gegen Polen, We, Punktsieger über Hans-Heinrich Dieter
- 1966 in Wrocław, Polen gegen ČSSR, We, Punktniederlage gegen Bohumil Němeček
- 1966 in Berlin (Ost), DDR gegen Polen, We, Punktsieger über Wilfing
- 1966 in Dessau, DDR gegen Polen, We, KO-Sieger 2. Runde über Schweidner
- 1966 in Warschau, Polen gegen Bulgarien, We, Punktsieger über Christo Radew
- 1966 in Algier, Algerien gegen Polen, We, techn. KO-Niederlage 2. R. gegen Rabah Labiod